# Шахаб Захеді
Шахаб Захеді Табар (перс. شهاب زاهدی; нар. 18 серпня 1995, Мелаєр, Іран) — іранський футболіст, нападник японського клубу «Авіспа Фукуока».
У 2022—2024 роках, будучи гравцем луганської «Зорі», виступав на правах оренди за різні клуби, зокрема, за іранський «Персеполіс». У 2022 році вперше отримав виклик до збірної Ірану, в 2023 році зіграв за неї єдиний матч на Кубку націй ФАЦА.

## Клубна кар'єра

### Ранні роки
З 2013 року займався в молодіжній академії «Персеполіса». Виступав за «Персеполіс» у Прем'єр-лізі Тегерану. Також має досвід виступів у молодіжних академіях клубів «Пайкан» та «Могавемат» (Тегеран).

### «Персеполіс»
Після вдалих виступів у молодіжній команді клубу в жовтні 2014 року Хамід Деракшан перервів молодого гравця до першої команди. За головну команду дебютував у поєдинку Кубку Хазфі проти «Каргар Бонех Газу», замінивши Мехді Таремі. Дебютував на професіональному рівні 21 жовтня в програному (0:1) поєдинку проти «Сайпи».

### «Машін Сазі»
5 січня 2017 року гравець перейшов до одного з аутсайдерів іранського чемпіонату — «Машін Сазі» на правах піврічної оренди. Зіграв за команду 12 матчів, дебютувавши 8 січня у матчі 15 туру Про-ліги Перської затоки проти «Сайпи».

### «Вестманнаейя»
По завершенні контракту з «Персеполісом», у липні 2017 року приєднався до ісландського клубу «Вестманнаейя». Шахаб став першим іранцем в ісландському чемпіонаті. 12 серпня 2017 року допоміг «Вестманнаейя» виграти Кубок Ісландії. 4 грудня 2017 року Захеді продовжив контракт з ІБВ ще на три роки. Дебютував у єврокубках 12 липня 2018 року в поєдинку Ліги Європи.

### «Сувон Самсунг Блювінгз»
16 січня 2019 року підписав контракт з «Сувон Самсунг Блювінгз». Проте вже наступного дня вболівальникам корейського клубу стало відомо про використання іранцем допінгу, тому 17 січня 2019 року контракт Захеді з «Сувон Самсунг Блювінгз» було розірвано за згодою сторін. Через цю історію керівництво клубу зазнало багато критики.

### «Олімпік»
4 серпня 2019 року підписав 2-річний контракт з «Олімпіком». Дебютував у футболці донецького клубу 4 серпня 2019 року в програному (0:1) домашньому поєдинку 2-го туру Прем'єр-ліги проти ковалівського «Колоса». Шахаб вийшов на поле на 66-й хвилині, замінивши Євгенія Цимбалюка. Дебютним голом відзначився 24 листопада у матчі 15 туру чемпіонату України проти «Карпат», зробивши рахунок 1:2 на користь «донеччан».

### «Зоря»
8 лютого 2021 року Шахаб перейшов з «Олімпіка» до луганської «Зорі». Дебютував за команду 13 лютого 2021 року в матчі 14-го туру чемпіонату України проти «Десни», на 60-й хвилині замінивши Дмитра Хомченовського. Перший гол за «Зорю» забив вже 20 лютого 2021 року у матчі проти «Маріуполя».

## Міжнародна кар'єра
В кінці січня 2022 року Захеді був вперше викликаний до штабу національної збірної Ірану на домашній матч третього раунду кваліфікації до чемпіонату світу 2022 року проти збірної ОАЕ (1:0), проте провів матч на лаві запасних й за збірну не дебютував.

## Статистика виступів

### Клубна
Станом на 30 грудня 2018
| Клуб                        | Дивізіон          | Сезон             | Ліга  | Ліга | Кубок | Кубок | Кубок ліги | Кубок ліги | Континентальні | Континентальні | Інші  | Інші | Загалом | Загалом |
| Клуб                        | Дивізіон          | Сезон             | Матчі | Голи | Матчі | Голи  | Матчі      | Голи       | Матчі          | Голи           | Матчі | Голи | Матчі   | Голи    |
| --------------------------- | ----------------- | ----------------- | ----- | ---- | ----- | ----- | ---------- | ---------- | -------------- | -------------- | ----- | ---- | ------- | ------- |
| «Персеполіс»                | Про-ліга          | 2014–15           | 4     | 0    | 2     | 0     | –          | –          | 0              | 0              | –     | –    | 6       | 0       |
| «Персеполіс»                | Про-ліга          | 2015–16           | 0     | 0    | 0     | 0     | –          | –          | –              | –              | –     | –    | 0       | 0       |
| «Персеполіс»                | Про-ліга          | 2016–17           | 0     | 0    | 1     | 0     | –          | –          | –              | –              | –     | –    | 1       | 0       |
| Загалом                     | Загалом           | Загалом           | 4     | 0    | 3     | 0     | –          | –          | 0              | 0              | –     | –    | 7       | 0       |
| «Машін Сазі»                | Про-ліга          | 2016–17           | 12    | 0    | 0     | 0     | –          | –          | –              | –              | –     | –    | 12      | 0       |
| Загалом                     | Загалом           | Загалом           | 12    | 0    | 0     | 0     | –          | –          | –              | –              | –     | –    | 12      | 0       |
| «Вестманнаейя»              | Урвалсдейлд       | 2017              | 9     | 4    | 0     | 0     | 0          | 0          | –              | –              | –     | –    | 9       | 4       |
| «Вестманнаейя»              | Урвалсдейлд       | 2018              | 14    | 4    | 1     | 0     | 4          | 0          | 2              | 0              | 1     | 0    | 22      | 4       |
| Загалом                     | Загалом           | Загалом           | 23    | 8    | 1     | 0     | 4          | 0          | 2              | 0              | 1     | 0    | 31      | 8       |
| «Олімпік» (Донецьк)         | УПЛ               | 2019–20           | 23    | 6    | 1     | 0     | –          | –          | –              | –              | –     | –    | 24      | 6       |
| «Олімпік» (Донецьк)         | УПЛ               | 2020–21           | 11    | 8    | 1     | 0     | –          | –          | –              | –              | –     | –    | 12      | 8       |
| Загалом                     | Загалом           | Загалом           | 34    | 14   | 2     | 0     | –          | –          | –              | –              | –     | –    | 36      | 14      |
| «Зоря» (Луганськ)           | УПЛ               | 2020–21           | 12    | 2    | 3     | 0     | –          | –          | 0              | 0              | –     | –    | 15      | 2       |
| «Зоря» (Луганськ)           | УПЛ               | 2021–22           | 16    | 6    | 1     | 2     | –          | –          | 7              | 2              | –     | –    | 24      | 10      |
| Загалом                     | Загалом           | Загалом           | 28    | 8    | 4     | 2     | –          | –          | 7              | 2              | –     | –    | 31      | 8       |
| «Академія Пушкаша» (оренда) | Немзеті Байнокшаґ | 2021–22           | 8     | 4    | 0     | 0     | 0          | 0          | 0              | 0              | 0     | 0    | 8       | 4       |
| «Академія Пушкаша» (оренда) | Немзеті Байнокшаґ | 2022–23           | 6     | 1    | 0     | 0     | 0          | 0          | 2              | 0              | 0     | 0    | 8       | 1       |
| Загалом                     | Загалом           | Загалом           | 14    | 5    | 0     | 0     | 0          | 0          | 2              | 0              | 0     | 0    | 16      | 5       |
| Усього за кар'єру           | Усього за кар'єру | Усього за кар'єру | 115   | 35   | 10    | 2     | 4          | 0          | 11             | 2              | 1     | 0    | 133     | 36      |

## Досягнення

### Клубні
«Вестманнаейя»
- Кубок Ісландії:
  -  Володар: 2017

 «Персеполіс»
- Чемпіонат Ірану:
  -  Чемпіон: 2023/24

 Збірна Ірану
- Кубок націй ФАЦА(інші мови):
  -  Переможець: 2023(інші мови)